# Mercedes-Benz Citaro

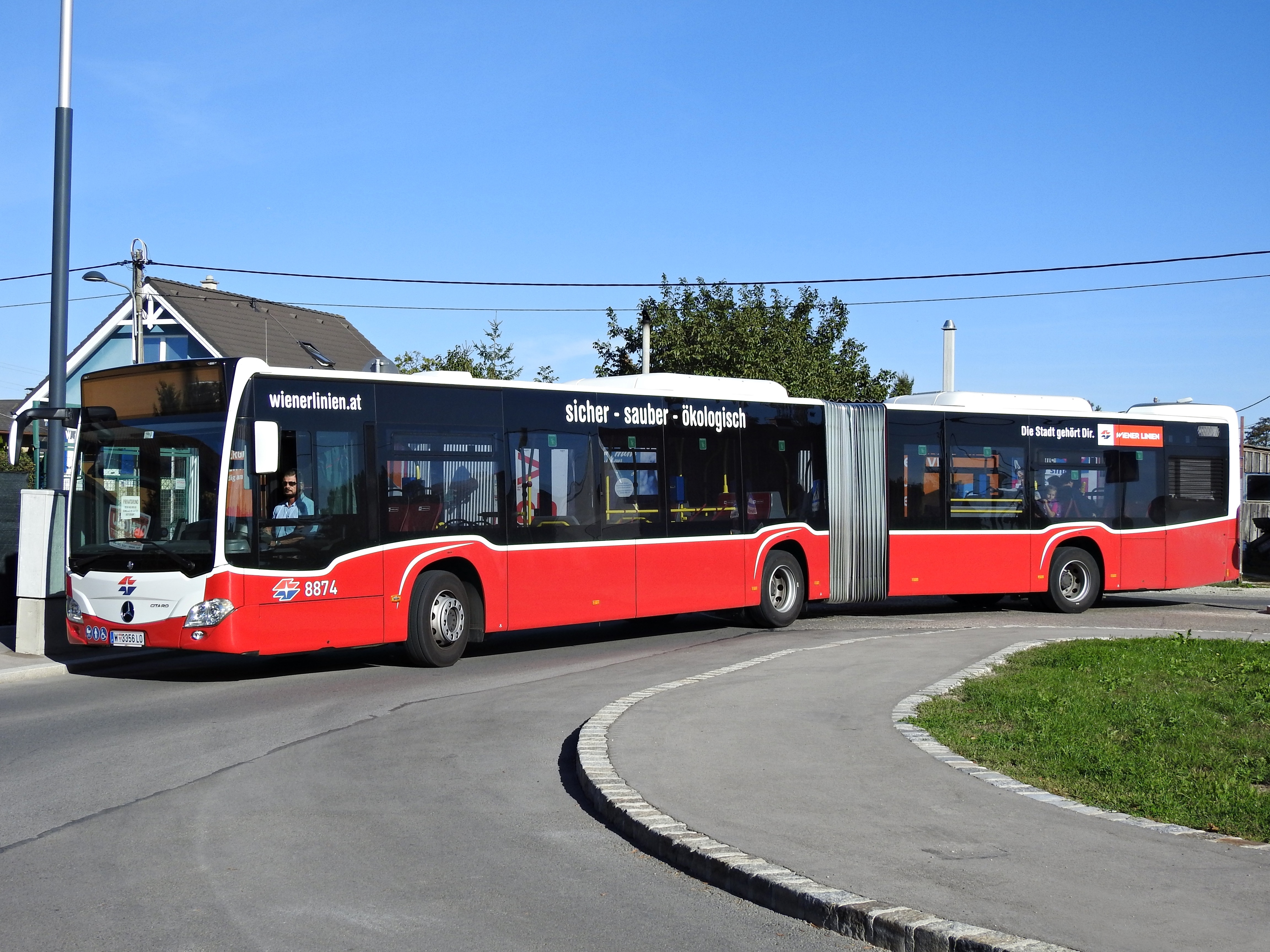
Mercedes-Benz Citaro G ve Vídni

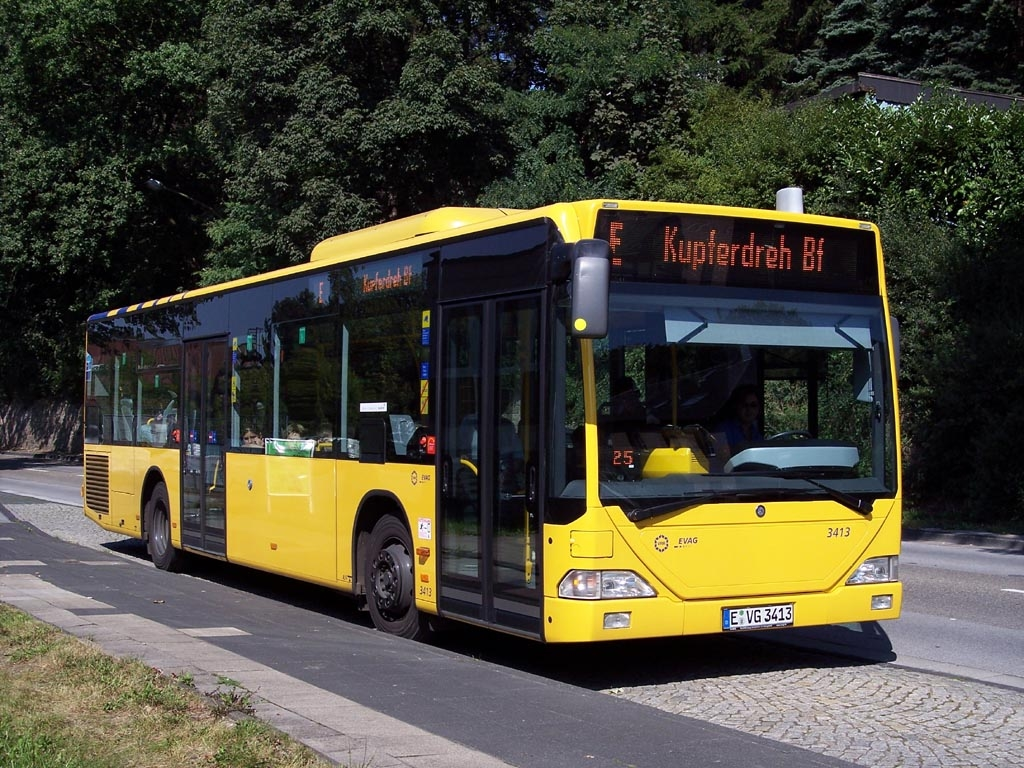
Mercedes-Benz Citaro O530 v německém Essenu

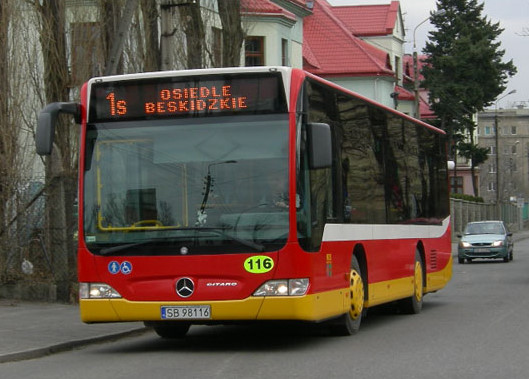
Mercedes-Benz Citaro K v polském městě Bílsko-Bělá

Mercedes-Benz Citaro (dřívější typové označení O 530) je rodina městských a meziměstských autobusů, vyráběných od roku 1997 společností Daimler Buses (do roku 2023 EvoBus), kterou vlastní koncern Daimler Truck AG. S více než 60 tisíci vyrobenými jednotkami se jedná o jednu z nejvyráběnějších rodin autobusů světa. Zahrnuje zcela nízkopodlažní a částečně nízkopodlažní modely.

## Výroba
Od roku 1997 se vyrábí v závodě v německém Mannheimu a francouzském Ligny-en-Barrois, od roku 2003 se pak některé části také vyrábějí v Holýšově na Plzeňsku. Některé komponenty byly dodávány z výrobního závodu v Turecku. Od roku 2023 se výroba vozů generace C2 s konvenčními spalovacími motory soustředí v závodě Ligny-en-Barrois, zatímco závod Mannheim se specializuje na výrobu vozů s bezemisními pohony (elektrobusy a vozy na palivové články) a na výzkum a vývoj.

## Varianty autobusu Citaro

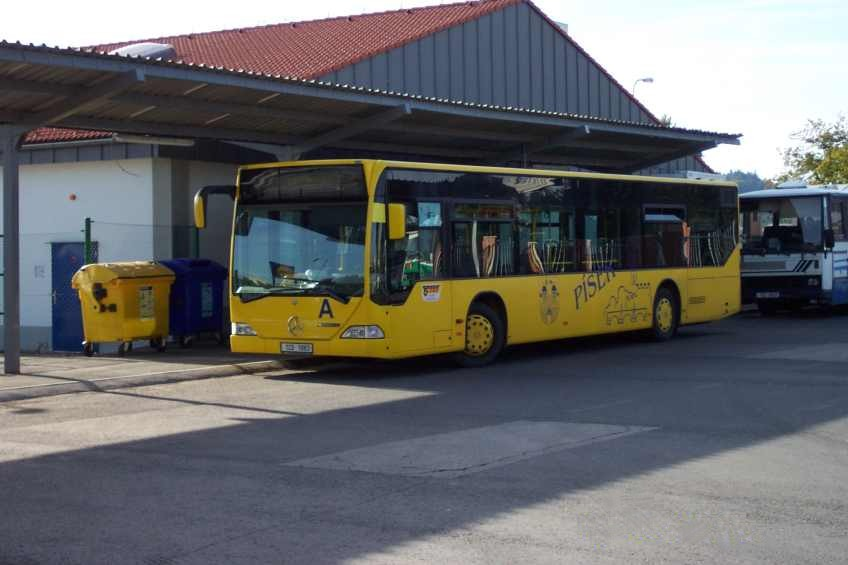
Autobus Citaro O 530 v Písku

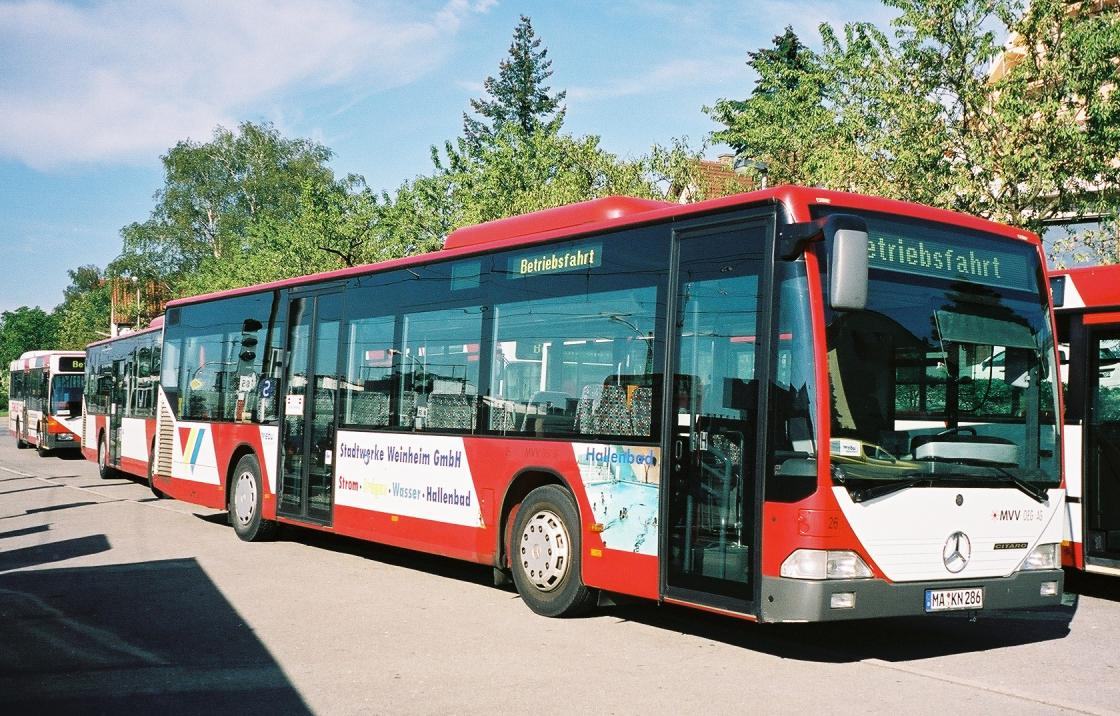
Citaro O 530 ve Weinheimu

V roce 2005 výrobce EvoBus začal s výrobou nové verze autobusu, která splňuje přísnější emisní limity, tj. Euro IV a Euro V. Kromě hlavní změny v oblasti adaptace na motory nové generace byl proveden facelift; poprvé od roku 1997 se tak změnila přední maska autobusu. Na podzim 2006 se pak přestala vyrábět starší verze. Novější modely LE a LE Ü byly vždy vyráběny již v novějším provedení. Nejnovější, kompletně přepracovaná verze Nového Citara C2 s motory EURO VI (zpočátku ještě i s motory emisní normy EEV) byla představena v roce 2011. Poslední modifikace vozu nese označení C2 Step III. Všechny varianty s menším z nabízených motorů OM936(h) jsou též nabízeny s mild hybridním pohonem.
Autobusy Citaro C2 pro městský provoz (2011–dosud):
- C 628.035 Citaro 2T: délka 12 m, 2 nápravy, 2 dveře, ležatý motor
- C 628.036 Citaro 3T: délka 12 m, 2 nápravy, 3 dveře, ležatý motor
- C 628.056 Citaro 3T: délka 12 m, 2 nápravy, 3 dveře, stojatý motor
- C 628.506 Citaro K 2T: délka 10,5 m, 2 nápravy, 2 dveře, ležatý motor
- C 628.456 Citaro K 3T: délka 10,5 m, 2 nápravy, 3 dveře, ležatý motor
- C 628.235 Citaro G 3T: délka 18 m, 3 nápravy, 3 dveře, ležatý motor
- C 628.255 Citaro G 3T: délka 18 m, 3 nápravy, 3 dveře, stojatý motor
- C 628.236 Citaro G 4T: délka 18 m, 3 nápravy, 4 dveře, ležatý motor
- C 628.256 Citaro G 4T: délka 18 m, 3 nápravy, 4 dveře, stojatý motor
- C 628.505 Citaro LE 2T: délka 12 m, 2 nápravy, 2 dveře, stojatý motor uprostřed
- C 628.506 Citaro LE 3T: délka 12 m, 2 nápravy, 3 dveře (zadní jednodílné –posuvné), stojatý motor uprostřed

Autobusy Citaro C2 Ü pro příměstský provoz (2011–dosud)
- C 628.039 Citaro Ü 2T: délka 12 m, 2 nápravy, 2 dveře (přední jednodílné), ležatý motor
- C 628.515 Citaro LE Ü 2T: délka 12 m, 2 nápravy, 2 dveře (přední jednodílné), stojatý motor uprostřed
- C 628.525 Citaro LE MÜ 2T: délka 13 m, 2 nápravy, 2 dveře (přední jednodílné), stojatý motor uprostřed
- C 628.526 Citaro LE MÜ 3T: délka 13 m, 2 nápravy, 3 dveře (přední a zadní jednodílné), stojatý motor uprostřed
- C 628.259 Citaro GÜ 3T: délka 18 m, 3 nápravy, 3 dveře (přední jednodílné), stojatý motor

Autobusy Citaro pro městský provoz (2005–2012):
- O 530 K: délka 10,5 m, 2 nápravy, 2 dveře
- O 530: délka 12 m, 2 nápravy, 2 (nebo 3) dveře
- O 530 BZ: délka 12 m, 2 nápravy, 3 dveře, s vodíkovými palivovými články
- O 530 L: délka 15 m, 3 nápravy, 2 (nebo 3) dveře
- O 530 G: kloubový vůz, délka 18 m, 3 nápravy, 3 (nebo 4) dveře
- O 530 GL: kloubový vůz (CapaCity), délka 19,5 m, 4 nápravy, 4 dveře
- O 530 GL II: kloubový vůz (CapaCity L), délka 21 m, 4 nápravy, 4 (nebo 5 dveří) dveře
- O 530 LE: částečně nízkopodlažní vůz (Low Entry), délka 12 m, 2 nápravy, 2 (nebo 3) dveře

Autobusy Citaro pro příměstský provoz (2005–2012):
- O 530 Ü: délka 12 m, 2 nápravy, 2 dveře
- O 530 MÜ: délka 13 m, 2 nápravy, 2 (nebo 3) dveře
- O 530 LÜ: délka 15 m, 3 nápravy, 2 (nebo 3) dveře
- O 530 GÜ: kloubový vůz, délka 18 m, 3 nápravy, 3 dveře
- O 530 LE Ü: částečně nízkopodlažní vůz (Low Entry), délka 12 m, 2 nápravy, 2 dveře
- O 530 LE MÜ: částečně nízkopodlažní vůz (Low Entry), délka 13 m, 2 nápravy, 2 dveře

## Výskyt

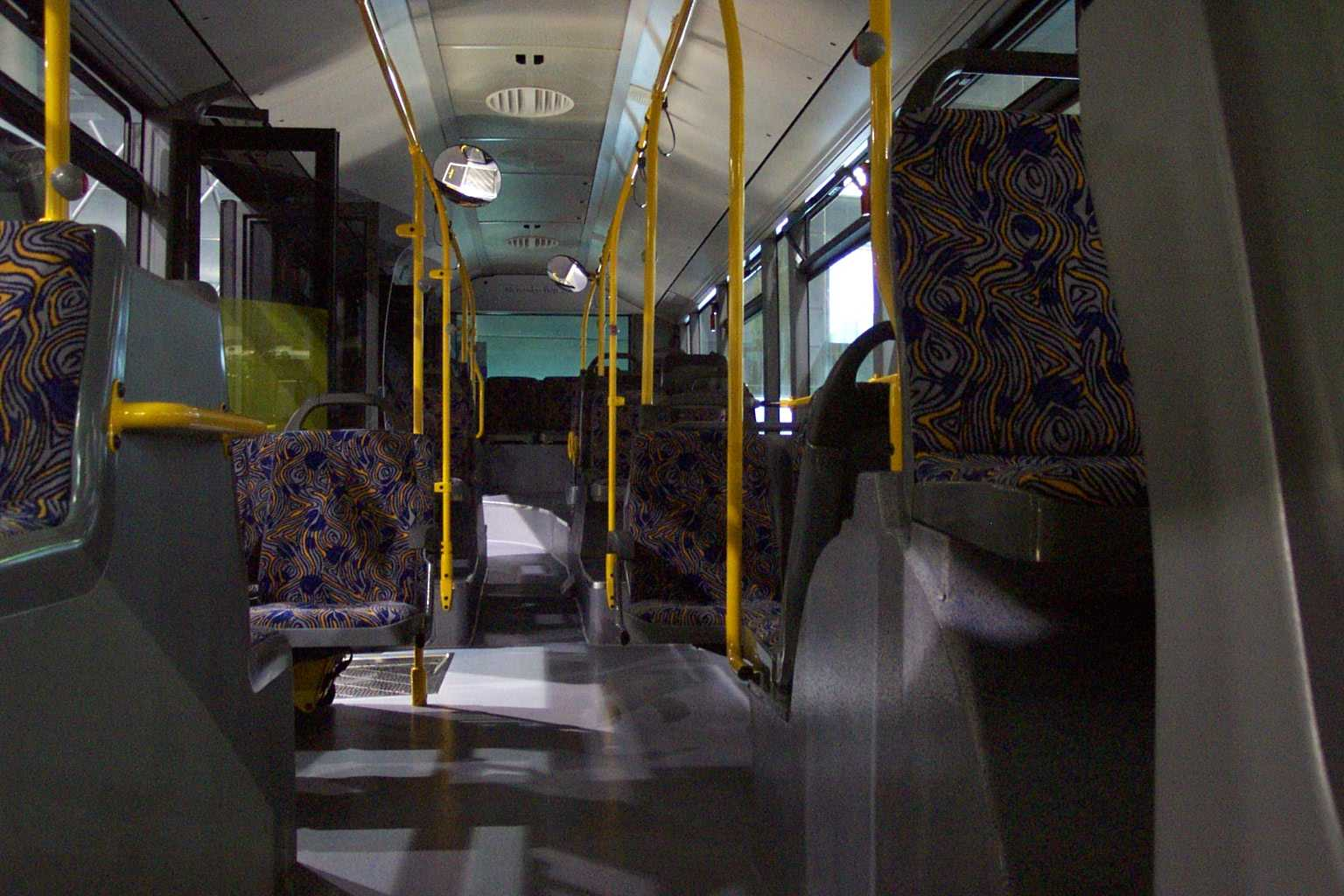
Interiér autobusu

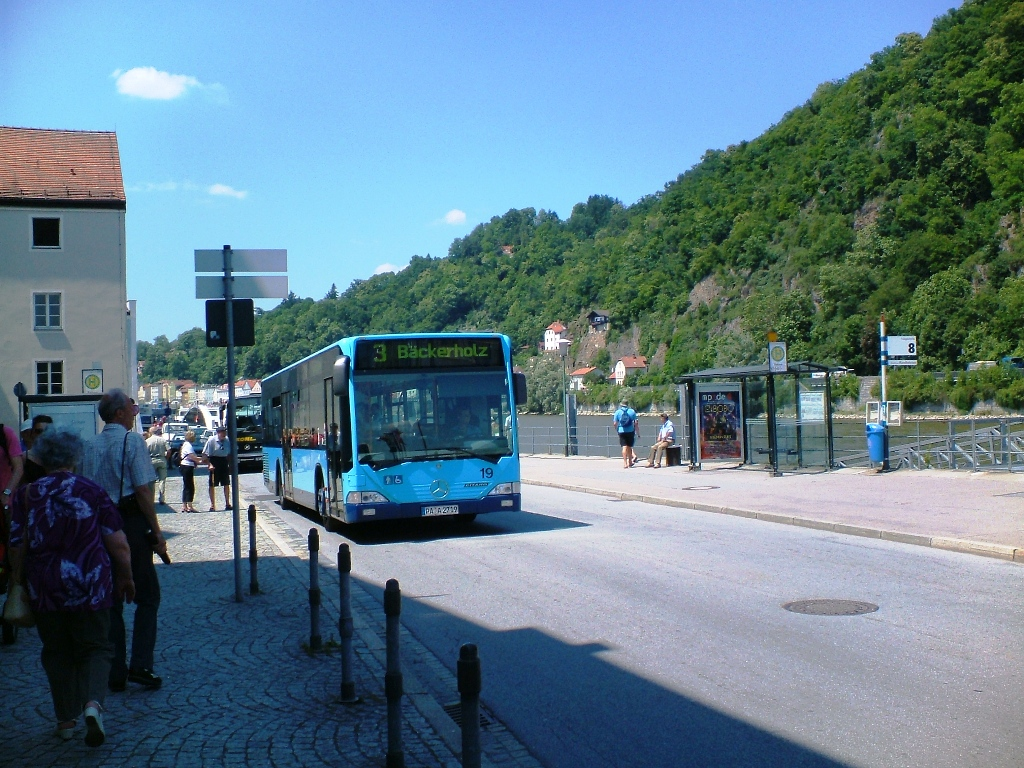
Autobus Citaro v německém Pasově

Autobusy Citaro jsou provozovány v řadě měst celého světa, ve velkém počtu jsou v provozu v Berlíně, v Římě, v Istanbulu (v počtu 430 ks), v Madridu, Tokiu, Pekingu, Brisbane, Al-Ajnu, Santiagu de Chile, Singapuru, nebo například na Reunionu. 
V Česku byly vozy Citaro O 530 provozovány v České Lípě, Děčíně, Jindřichově Hradci, Kladně, Kolíně (od roku 2003), Kyjově, Liberci (ojeté vozy z německého Schwerinu), Mělníku, Mladé Boleslavi (na jejich pořízení přispěla Evropská unie), Mníšku pod Brdy (od 2004), Pelhřimově, Písku (od 2000), Praze (dopravci Veolia Transport Praha, Hotliner? a Martin Uher; od 2004), Teplicích (od 2004), Třebíči, Ústí nad Labem (od 2009) a Žďáru nad Sázavou (od 2001). V letech 2006–2018 také jezdil jeden tento vůz v Břeclavi. Ve zmíněných provozech se však roku 2025 dožily pouze značně opotřebené vozy v Kyjově (I. generace – nejstarší z roku 2004), Peci pod Sněžkou (I. generace, SKI-BUSY, pouze v zimní sezónně), Liberci (I. i II. generace, vozy původem z Ingolstadtu a Frankfurtu nad Mohanem), Děčíně (II. generace, vozy dodány jako nové, i kloubové), Trutnově (II. generace, pouze jeden kloubový) a Mladé Boleslavi (I. i II. generace, vozy dodány jako nové).
Generace C2 v Čechách prozatím významných prodejních úspěchů nedosáhla. Předváděcí vůz z roku 2012 byl zastoupením EvoBus nejdříve prodán dopravci ze skupiny ICOM transport, který vůz provozoval nejprve na MHD v Jindřichově Hradci, následně na linkách MHD v Třebíči, aby nakonec byl v roce 2022 jako značně opotřebený odprodán do zahraničí. K vidění tak bylo v ČR pouze několik kusů použitých vozů z Německa a Francie (MHD Jablonec nad Nisou), či 6 vozů v provedení LE mild hybrid v Jihomoravském kraji. Čtyři desítky vozů provedení C2 LE MÜ provozoval od roku 2014 ČSAD Slaný v Ústeckém kraji, ale záhy byly tyto vozy odprodány do zahraničí. V polovině roku 2023 tedy zůstává v činné službě pouze 6 částečně nízkopodlažních vozů v IDS JMK. 
Velkou ofenzivu modelové řady Citaro do České republiky ohlásil dopravce ČSAD Benešov, který by od konce roku 2024 měl nasadit do provozu článkové vozy C2 GÜ v oblasti Mníšecka v nově získané provozní oblasti Pražské integrované dopravy.
Významnou zemí, kde je v provozu velký počet autobusů Citaro, je Německo. Kromě Berlína, který byl již zmíněn, se lze setkat s Citary i ve většině menších měst po celé zemi, jako je například i Pasov.
Němečtí dopravci Üstra z Hannoveru a LVB z Lipska provozovali rovněž Citara, avšak se zcela jinou vozovou skříní. Jedná se o vozy, které navrhl James Irvine na světovou výstavu Expo 2000 v Hannoveru (skříň pro tato vozidla nebyla vyrobena v EvoBusu, ale v několika společnostech, jako je například Hess ze Švýcarska). Lipská vozidla byla právě tam po dobu výstavy zapůjčena, poté se však okamžitě vrátila do služby v domovském městě.